# Raoul de Grandpré
Raoul de Grandpré, ou Raoul de Château-Porcien, né vers 1180 et mort vers 1218, est seigneur de Château-Porcien. Il est le fils de Geoffroy II de Grandpré, seigneur de Château-Porcien, et de son épouse Élisabeth de Rozoy.

## Biographie
À la mort de son père Geoffroy II de Grandpré vers 1206, il lui succède en tant que seigneur de Château-Porcien.
En 1211, il est temporairement excommunié à la suite d'un différend avec l'abbaye Saint-Pierre-les-Dames de Reims.
Il meurt vers 1218 et son fils aîné Geoffroy III lui succède dans ses terres et titres.

## Mariage et enfants
Il épouse Agnès de Bazoches, fille de Nicolas de Bazoches et de son épouse Agnès de Chérisy, avec qui il a au moins cinq enfants :
- Geoffroy III de Grandpré, qui succède à son père ;
- Henri de Grandpré, chevalier, cité dans une charte de 1246 ;
- Guy de Grandpré, qui devient évêque de Soissons en 1245 et qui meurt en 1250 en Égypte, à proximité de Mansourah ;
- Guichard de Grandpré, chanoine à Reims ;
- Isabelle de Grandpré, qui épouse Gilles de Rozay, qui devient dame de Grandpré après son frère.

Devenue veuve en 1218, Agnès de Bazoches épouse en secondes noces Érard II d'Aulnay, avec qui elle a d'autres enfants.